# Удачливый крестьянин
Удачливый крестьянин, или Мемуары г-на *** (фр. Le Paysan parvenu, ou Les memoires de M***) — роман французского писателя Пьера де Мариво, впервые изданный парижским книготорговцем и издателем Пьером Про (фр. Pierre Prault; 1685–1768) по частям, начиная с мая 1734 года по апрель 1735 года. В 1756 году неизвестным автором в Гааге были напечатаны три заключительные части книги.

## Значение
Роман оказался литературной сенсацией и вызвал множество подражаний, в числе которых «Удачливая крестьянка» (фр. Paysanne parvenue, 1735–1737) де Муи, «Крестьянин-дворянин» (фр. Paysan Gentilhomme, 1737) Катальда, «Новая удачливая крестьянка» (фр. Nouvelle paysanne parvenue, 1744) Гайярда де ля Батайля, «Воспоминания и приключения выбившегося в люди буржуа» (фр. M'emoires et avantures d'un burgeois qui s'est avancé dans le monde, 1750) Дигара де Керкета.